# Stazione di Torre del Greco
La stazione di Torre del Greco è una stazione ferroviaria posta sulla linea Napoli-Battipaglia, a pochi passi dal porto e dal mare.

## Servizi
La stazione, che RFi classifica nella categoria "Silver",, dispone di:
- Bar

## Interscambi
- Fermata autobus